# Kućibreg
Kućibreg (olaszul:  Cucibreg) falu Horvátországban, Isztria megyében. Közigazgatásilag Bujéhoz tartozik.

## Fekvése
Az Isztria északnyugati részén, Umagtól 23 km-re keletre, községközpontjától 15 km-re északkeletre, a Bujština területén a Dragonja völgye felett, a szlovén határ mellett fekszik.

## Története
1857-ben 173, 1910-ben 251 lakosa volt. Az első világháború után a rapallói szerződés értelmében Isztria az Olasz Királysághoz került. 1943-ban az olasz kapitulációt követően német megszállás alá került, mely 1945-ig tartott. A második világháború után a párizsi békeszerződés értelmében Jugoszlávia része lett, de 1954-ig különleges igazgatási területként átmenetileg a Trieszti B zónához tartozott és csak ezután lépett érvénybe a jugoszláv polgári közigazgatás. A település Jugoszlávia felbomlása után 1991-ben a független Horvátország része lett. 1993-ban újraalakították a történelmi Buje községet, melynek része lett. 2011-ben 19 lakosa volt. Lakói mezőgazdasággal és állattartással foglalkoznak.

## Nevezetességei
Szent Jusztina tiszteletére szentelt kis temploma 1781-ben épült. Egyszerű, négyszög alaprajzú egyhajós épület, homlokzata felett nyitott kétnyílású harangtoronnyal, benne két haranggal. A templomot kőből épített kerítés övezi.

## Lakosság
| Lakosság változása | Lakosság változása | Lakosság változása | Lakosság változása | Lakosság változása | Lakosság változása | Lakosság változása | Lakosság változása | Lakosság változása | Lakosság változása | Lakosság változása | Lakosság változása | Lakosság változása | Lakosság változása | Lakosság változása | Lakosság változása |
| ------------------ | ------------------ | ------------------ | ------------------ | ------------------ | ------------------ | ------------------ | ------------------ | ------------------ | ------------------ | ------------------ | ------------------ | ------------------ | ------------------ | ------------------ | ------------------ |
| 1857               | 1869               | 1880               | 1890               | 1900               | 1910               | 1921               | 1931               | 1948               | 1953               | 1961               | 1971               | 1981               | 1991               | 2001               | 2011               |
| 173                | 186                | 194                | 200                | 211                | 251                | 245                | 240                | 235                | 108                | 84                 | 56                 | 34                 | 21                 | 27                 | 19                 |